# Leszih Andor
Leszih Andor (Miskolc, 1880. szeptember 19. – Miskolc, 1963. november 10.) muzeológus, numizmatikus.

## Élete, munkássága
Iparos családba született. Nagyapja vasműves, apja Leszih Miksa gépgyárat alapított Miskolcon. Középiskolai tanulmányait a református főgimnáziumban végezte 1898-ban. 
Az érettségi megszerzése után biztosítási tisztviselő volt az Első Magyar Biztosító Társaság miskolci fiókjában. Közben, 1901-től az 1899-ben alakult Borsod–Miskolci Múzeum önkéntes gyakornoka, 1902-től a múzeumi bizottság tagja volt. 1905-ben a miskolci múzeum kinevezett őre lett, közben Kolozsváron régészetet tanult. Saját jegyzetei szerint összesen 49 alkalommal kezdett, vagy vezetett régészeti kutatást, próbaásatást, komolyabb ásatásokat. A múzeumban Gálffy Ignác elnök irányítása mellett a régészeti szakosztályt vezette.
Sokat publikált a helyi és az országos lapokban, folyóiratokban, főleg képző- és iparművészeti, néprajzi és várostörténeti témákban. 1929-ben komoly szerepet vállalt a Miskolc-monográfia megvalósításában. 1950-ben történt nyugdíjazásáig megszakítás nélkül vezette a Herman Ottó Múzeumot, amely vezetése alatt országos viszonylatban is jelentős gyűjtemény lett.
Szakirodalmi működése, amely igen sok tanulmányt és cikket foglal magában (54 tudományos és ismeretterjesztő dolgozata jelent meg) a múzeumi tevékenység és a helytörténet csaknem teljes területére kiterjedt, bár fő kutatási területe az éremtan volt. Néprajzi kutatásaiban főként a matyókkal foglalkozott. 1901-től, alapításától tagja volt a Magyar Numizmatikai Társulatnak, és munkatársa a Numizmatikai Közlönynek is. Különös szeretettel dolgozta fel Miskolc és Borsod megye numizmatikai múltját, közte például a Miskolcra vonatkozó emlékérmeket.
1963. november 10-én halt meg, a mindszenti evangélikus temetőben helyezték nyugalomra. Utca viseli a nevét az Avas III. ütemében.

## Főbb művei
- Miskolcz város címere. Miskolczi Hírlap, 1910. január 1.
- Herman Ottó búcsúja Lillafüredtől. Miskolczi Napló, 1921. 80. sz.
- Arany János levele Szemere Bertalanhoz. Miskolczi Napló, 1921. 148. s.
- A Miskolci Múzeum ásatásai Borsodon. Történelmi és Régészeti Közlöny, 1927
- A borsodi cserép. Termés. 1937. 4–6. o.
- Borsod megyei szkíta leletek. Folia Archaeologica I–II., 1939
- A „Borsod-Miskolczi Múzeum" alapítói. A Herman Ottó Múzeum Évkönyve, II. Miskolc, 1958. 125–127. o.
- Régi miskolci krónikások. Borsodi Szemle, II. Miskolc, 1959. 23–24. o.
- A diósgyőri vár (másokkal együtt). Miskolc, 1961